# Оковецкий Ключ
Окове́цкий Ключ — памятник природы в Селижа́ровском районе Тверской области России, около деревни Оковцы́, родник глубинного горизонта, из которого фонтаном бьёт прозрачная чистая вода. Источник находится у крутой излучины реки Пы́рошня. Сделан лоток, по которому вода стекает в реку. В ключе могут совершить омовение все желающие. Температура воды постоянна весь год: +4 градуса.

## История

Согласно легенде, открылось это место людям в 1539 году, когда двум местным ворам, Ивану и Ермолаю, явилась в дремучем лесу икона Креста Господня. А потом, когда освидетельствовать это явление был приглашён инок Селижарова монастыря Стефан, ему и пришедшему с ним народу открылась ещё и икона Богоматери с Предвечным Младенцем на левой руке и предстоящим тут же святителем Николаем.
Стоило лишь иноку прикоснуться к образу Богородицы, как разыгралась страшная буря, весьма испугавшая народ. В то же время от самого образа повсюду разлился чудесный свет. Ввиду того что от икон и купания в бьющем в тех местах ключе начались чудесные исцеления, на месте обретения икон позже по приказу митрополита Иоасафа и Великого князя Иоанна IV Васильевича поставлены были церковь во имя Пресвятой Богородицы Одигитрии и церковь во имя происхождения Честных Древ.
Место по имени расположенного там села стало называться Оковец. Дважды — во время польско-литовского нашествия и в советский период оковецкие святыни подвергались разорению. Переждавшие смутное время в Великом Новгороде чудотворные иконы во времена советского богоборчества были утрачены и не найдены до сих пор.
Во время правления большевиков церковь была разрушена до основания. Она была восстановлена совсем недавно на деньги мецената. Сооружены деревянные купальни.
24 июля, в день обретения оковецких чудотворных икон, архиепископ Тверской и Кашинский Виктор проводит здесь литургии, после чего крестный ход отправляется на Святой Ключ, где служится водосвятный молебен.